# Olena Tsos
Olena Tsos, née le 9 mai 1990 à Lutsk, est une coureuse cycliste ukrainienne spécialiste de la piste. Elle remporte notamment la médaille d'argent en vitesse par équipes aux championnats d'Europe de cyclisme sur piste 2011 aux côtés de Lyubov Shulika.

## Palmarès sur piste

### Championnats d'Europe
| Édition / Épreuve | Vitesse par équipes          |
| Apeldoorn 2011    | Argent (avec Lyubov Shulika) |

### Championnats nationaux
- Championne d'Ukraine du 500 mètres : 2013 et 2014
- Championne d'Ukraine de vitesse par équipes : 2014 (avec Lyubov Shulika)
- Championne d'Ukraine de vitesse individuelle : 2014